# Lunca Leșului
Lunca Leșului – wieś w Rumunii, w okręgu Bistrița-Năsăud, w gminie Leșu. W 2011 roku liczyła 1082 mieszkańców.